# ミタマセキュ霊ティ
『ミタマセキュ霊ティ』（ミタマセキュレティ）は、鳩胸つるんによる日本の漫画。『週刊少年ジャンプ』（集英社）で2019年40号から2020年36・37合併号まで連載された。

## 登場人物

### 主要登場人物
御霊 浄（みたま じょう） / ミタマ
本作の主人公。「悪霊退治のエキスパート」を名乗り、プロのセキュ霊ティとして玲奈を霊から守る立場につき、常に彼女と行動を共にする。玲奈と同じマンションに住んでおり、この二部屋は隣同士である。しかしセキュ霊ティという立場にありながら、除霊に支障をきたすほどの大の怖がり。泣くことで真の力を発揮するタイプの霊能力者であり、泣くと霊に対する恐怖心が払拭され身体能力も上がる。内ポケットには常に霊にしか効かない特殊な弾丸が込められている除霊銃を携帯している。生命エネルギーである聖光霊破弾を出すことが可能であるが霊にドリブルされるほど効力は小さい。元BODYの一員であり、称号「チェスト」を持っていた。
幼少期から既に霊感があり、母親に特別児童育成施設「セキュ霊荘」に連れられた。そこでストライプと出会い、除霊のいろはを叩きこまれセキュ霊ティとなる。セキュ霊ティになろうとしたきっかけとして「セキュ霊ティ公式チャンネル『除霊してみた』」という動画をあげている。セキュ霊荘でストライプより教わったバスケットボールを得意としており、その実力は霊をも凌駕する。
昔はバリバリの中二病で、今では黒歴史としてその過去を封印しており、その写真や当時の件を公開されるのを強く嫌っている。

羽瀬 玲奈（はぜ れな）
折互高校に通う女子高生で現在一年生。ミタマや背後霊からは「ハゼレナ」と呼ばれている。生まれつき霊を引き寄せる体質であり、常に自分を先頭とし背後霊が100体弱行列を作っている。霊に対して恐怖心を抱いておらず、霊とも信頼関係を築き家族のようになっている。母との二人暮らしではあるが、母は朝早くから夜遅くまで働くため基本一人でいることが多い。
料理は得意ではなく、作ったお粥は奏也にゲロと間違えられるほどである。また勉学も得意としておらず、部活していないが、喫茶店でのバイトを始める。

### 背後霊
解説のおじさん（かいせつのおじさん）
玲奈の日常やミタマの能力など色々なことを解説する背後霊。他の背後霊と比べると肥満気味である。第1話で初めて玲奈に話しかけてきた背後霊であり、背後霊が喋れることを気付かせた。また解説だけでなく背後霊の行列の形成や一般人への霊障の防止など様々な役割を担っている。
生前から事あるごとに解説を繰り返し、家族からも嫌われ続け、霊になってからも人に憑いてはおしゃべりな性格が災いし、追い払われてきたが自身の解説を嫌わない玲奈に感銘を受けて以降、玲奈を先頭とする背後霊の行列に加わっている。

幽子（ゆうこ）
ミタマに恋をする少女の背後霊。玲奈に霊も恋をすることを気付かせた。ミタマに恋心を抱き始めてからはリボンや睫毛と言った少女らしい特徴が表れるようになった。本名は幽子ではないが、自身もこの呼称を容認している。玲奈や他の背後霊達から背中を押されミタマへのアタックを繰り返すが霊に恐怖心を抱くミタマの前では度々失敗することが多い。後に「丹田に力を込めると姿がくっきりする術」を編み出して以降、人間の姿に変身できるようになり玲奈の友達のゆうかを演じるようになるが、セキュ霊ティであるミタマの前には正体が幽子であることは見抜かれている。

ター坊、ピー子（ターぼう、ピーこ）
幼い男の子（ター坊）と女の子（ピー子）の背後霊。玲奈からはそれぞれター坊、ピーちゃんと呼ばれている。解説のおじさん曰く玲奈のことを母と思ってる節があり、入浴や睡眠をも共にする。玲奈からも弟妹のように可愛がられている。

ゾビロ
セキュ霊ティですら手を焼く廃トンネルに潜んでいた悪霊。顔から無数の足が生えている。悪霊ではあるが背後霊となり玲奈と行動を共にする。基本的に話す言葉は「ぞびろ」のみである。戦闘能力も高くジャンカの連れた霊を一人で倒すほどであり、史上最悪の悪霊使いであるポポキに唯一操られることはなかった。また運動能力も高く、作中でもドッジボールや野球で豪速球を投げる描写が見られる。

ベーブ・ルース
「野球の神様」とまで言われたベーブ・ルースの背後霊。しかし実際は幽子と同じような術で姿を変えただけで本物ではなく、関西弁で話す。

シャケ次郎（シャケじろう）
シャケの悪霊。ジャンカが裏悪霊バイヤーから悪霊50体との交換で（正確には手違いで）手に入れた。
オーバーオールを着ており、裏でサーモン帝国の建国を目論んでいる。水に濡れると造形がリアルになる上、一般人にも見えるようになる。

### セキュ霊ティ
総帥
セキュ霊ティのトップに君臨する小柄な老齢の男性。常にドットに抱えられている。「あ…あ…」など、言葉の頭文字しか喋らないが、眼球模様四天王（4アイズ）には意味が通じる。
黒須 奏也（くろす そうや）
ミタマのセキュ霊ティ養成学校時代の同期である青年。除霊槍「ロンリーサンシャイン」を武器に持ち、養成学校もトップで卒業したが、霊感が全くない上、奏也自身も霊感の無さを自覚していない。
本来は本部勤務（実際は霊感がないため、主に事務作業）だったが、ミタマと再会して玲奈と出会ってからは彼女が住むマンションの左隣の部屋に引っ越してきた後、彼女と喧嘩友達となる。

#### 眼球模様四天王（4アイズ）
テリー・ストライプ
ミタマの師匠。世界で3000人いるとされるセキュ霊ティのトップ10に入る男にして、セキュ霊ティのトップ勢力・眼球模様四天王（4アイズ）の一人。
かつて特別児童育成施設「セキュ霊荘」に連れてこられた幼いミタマと出会い、現在の玲奈と同じように背後霊につきまとわれていたミタマを心配していた。
名前の通り、ストライプ柄のスーツを着用しているが、ストライプ柄以外のものを身に付けると死ぬらしい。

チェック
髷を結い、着物を着た侍風の壮年男性。武器は格子弓（こうしきゅう）。

ドット
点目が特徴の男性。常に総帥を抱きかかえており、彼の通訳を担当する。武器は総帥ソード（総帥を剣のように使う）。

ボーダー
ボーダー柄の着ぐるみのような衣装を着ており、「～ボーダー」が口癖。武器はボーダーバズーカ。

#### BODY（ボディー）
ネック
セキュ霊ティ特殊精鋭部隊・BODYの中心人物である少年。大きなサイズの白衣とアホ毛が特徴。

朝丘 雹太郎（あさおか ひょうたろう） /エルボー
どんな悪霊も肘のみで除霊し、眼球模様四天王に最も近いとされる実力者である青年。
必殺技は肘から光の翼を出す「聖光豪肘翼（エルボージェットウィング）」。

藤吉 明恵（ふじよし あきえ） / レッグ
胸を大きく開けたスーツ姿の妖艶な巨乳美女。
必殺技は脚から光の翼を出して神速の脚力を身に付ける「光の翼美脚（シャイニングビューティーウィング）」。

ショルダー
髪を一つに纏めたシニヨンヘアに丸眼鏡をかけた、チャイナ服姿の大柄な男性。冷静な性格。

アーム
顔にお札を貼り付け、常に舌を出しながら笑い、何を考えているのかわからない上半身裸の男性。

ハンド
常に大声で喋り、笑う活発な性格の男性。アブドメンからは鬱陶しく思われている。

ニー
黒い着物を纏った黒髪おかっぱの少女。口数の少ない大人しい性格で、大福が好物。

アブドメン
シルクハットと黒いマスクが特徴のロングヘアの男性。無口な性格で、大声で喋るハンドを若干鬱陶しく思っている。

バック
普段は機械音しか発しないが、会話も可能なロボット。

### その他
サキ
玲奈の友人。サバサバした性格の少女だが、玲奈の霊媒体質については一切知らない。

羽瀬 瑠美（はぜ るみ）
玲奈の母親。女手一つで娘を育てるキャリアウーマン。仕事が忙しく帰りはいつも遅いが、仕事に行く前には必ず娘の朝食を作っていくことが日課。
夫（玲奈の父親）については最終話まで明らかにされなかったが、セキュ霊ティの一員であることが示唆されている。

江戸一コジメ（えどいち コジメ）
玲奈のクラスメイトである高校一年生。
伝説の名探偵・江戸一 ホム三郎（えどいち ホムざぶろう）を祖父（ジッちゃん）に持ち、祖父の写真を収めたロケットペンダントを常に持ち歩いている。口癖は「真実という名のジッちゃんはいつもひとり」。
自称「高校生兼探偵」で、中学時代から玲奈に密かな好意を寄せているが、彼女の霊媒体質については一切知らず、様々な勘違いからミタマを「悪質な芸能事務所のスカウトマン」と思い込み、目の敵にしている。
しかし祖父もコジメに取り憑く悪霊化しており、玲奈に取り憑く背後霊達の行列にも加わっている。

竹之内 ジャンカ（たけのうち ジャンカ）
セキュ霊ティの要注意人物としてリストアップされている、悪霊コレクターの男性。語尾に「じゃんか」とつけて喋るのが口癖。
玲奈の霊媒体質に目をつけ、彼女を拉致しようとしたが、玲奈とゾビロをはじめとした霊達の見事な連携プレイの前に敗れ去る。
再登場後は紆余曲折から、背後霊達を手懐ける玲奈の才能を見込んで彼女に弟子入りを志願し、「ハゼ姉（ねえ）」と呼び始める。

ポポキ
正体不明の悪霊使い。全ての霊を悪霊に変え、従える（悪霊化した霊は目が｢み｣になり、ポポキと同じような行動を取るが、ゾビロには唯一効果が出なかった）。何故か「み」に執着しており、「み…み…」としか喋らない。ミタマの胸に「み」の傷を付けた張本人。
3年前の戦いで256名のセキュ霊ティを葬り去り、眼球模様四天王に倒されたが突如復活し、セキュ霊ティ本部に現れる。しかし、北極での過酷な修行（バスケ）で会得した霊氷拳（れいひょうけん）で聖光霊破マンと化したミタマに倒され、眼球模様四天王に封印された。

## 書誌情報
- 鳩胸つるん 『ミタマセキュ霊ティ』 集英社〈ジャンプ・コミックス〉、全5巻
  1. 「その男、ミタマジョー」2020年2月4日発売[2]、ISBN 978-4-08-882172-6
  2. 「roots」 2020年3月4日発売[3]、ISBN 978-4-08-882226-6
  3. 「涙のファインプ霊」 2020年6月4日発売[4]、ISBN 978-4-08-882326-3
  4. 「かくれんぼは突然に」2020年8月4日発売[5]、ISBN 978-4-08-882397-3
  5. 「門出」2020年10月2日発売[6]、ISBN 978-4-08-882469-7

## 関連リンク
- ミタマセキュ霊ティ